# ピアノソナタ第36番 (ハイドン)
ピアノソナタ第36番 嬰ハ短調 作品30-2 Hob. XVI:36 は、フランツ・ヨーゼフ・ハイドンが作曲したピアノソナタ。ランドン版では第49番となっている。

## 概要
この曲はソナタアルバムの第1巻に収められているため、ハイドンのピアノソナタの中ではよく知られている作品のひとつであり、同アルバムに収録されたハイドンの短調ソナタ2つのうちの1曲。
作曲された時期に関しては不明な点が多いが、1780年に第35(48)番から第39(52)番までと第20(33)番の6曲が「ソナタ集 第1巻」作品30として出版されているため、それ以前の作であることがわかっている。

## 曲の構成
全3楽章、演奏時間は約12分半。主調はハイドンとしては珍しく嬰ハ短調という調性が採られている。
- 第1楽章 モデラート
嬰ハ短調、4分の4拍子、ソナタ形式。
展開部に、平行調と下属調と属調の第1主題を持っている。
- 第2楽章 スケルツァンド：アレグロ・コン・ブリオ
イ長調、4分の2拍子、ロンド形式（または変奏曲形式）。おもしろいことに、この曲と同じ作品30の中の1曲である第39番の第1楽章にこの曲と同じ主題が使われている。
- 第3楽章 メヌエット (モデラート) - トリオ
嬰ハ短調 - 嬰ハ長調、4分の3拍子。